# Mistrovství Evropy v judu 1969
Mistrovství Evropy se konalo v Ostende, Belgie v květnu 1969.

## Výsledky
| Kategorie | Zlato                        | Stříbro                     | Bronz                      | Bronz                     |
| --------- | ---------------------------- | --------------------------- | -------------------------- | ------------------------- |
| -63 kg    | Serge Feist (FRA)            | Dieter Scholz (GDR)         | Jean-Jacques Mounier (FRA) | Stanko Topolčnik (YUG)SLO |
| -70 kg    | David Rudman (URS)RUS        | Antoni Zajkowski (POL)      | Czesław Kur (POL)          | Patrick Vial (FRA)        |
| -80 kg    | Anatolij Bondarenko (URS)UKR | Otto Smirat (GDR)           | Martin Poglajen (NED)      | Jan Snijders (NED)        |
| -93 kg    | Peter Snijders (NED)         | Vladimir Pokatajev (URS)RUS | Martin Segers (BEL)        | Pierre Guichard (FRA)     |
| +93 kg    | Wim Ruska (NED)              | Givi Onašvili (URS)GEO      | Vitalij Kuzněcov (URS)RUS  | Erich Butka (AUT)         |